# Oklahoma Enabling Act

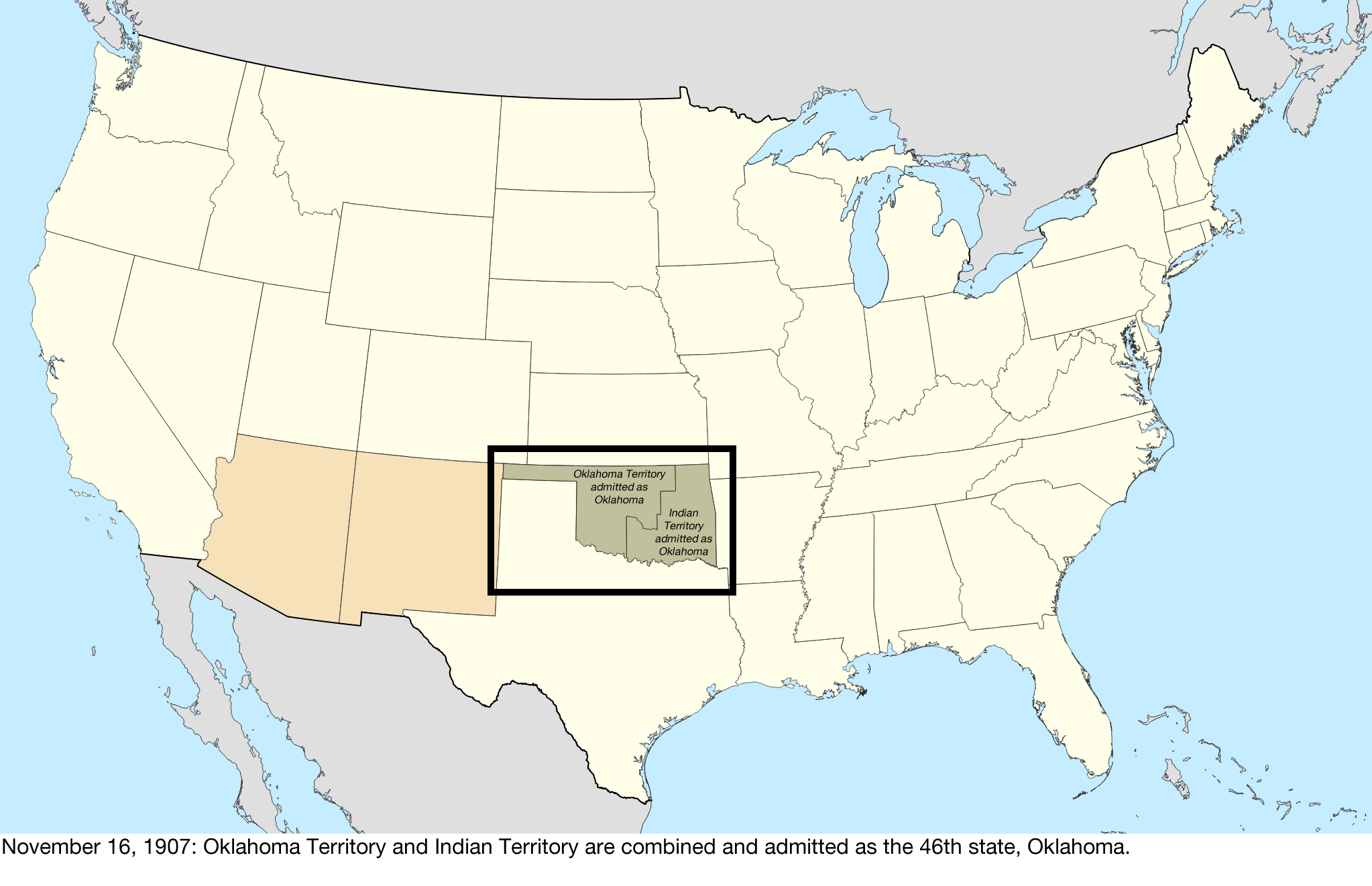
Zones dels Territoris d'Oklahoma i Indi admesos en l'estat d'Oklahoma.

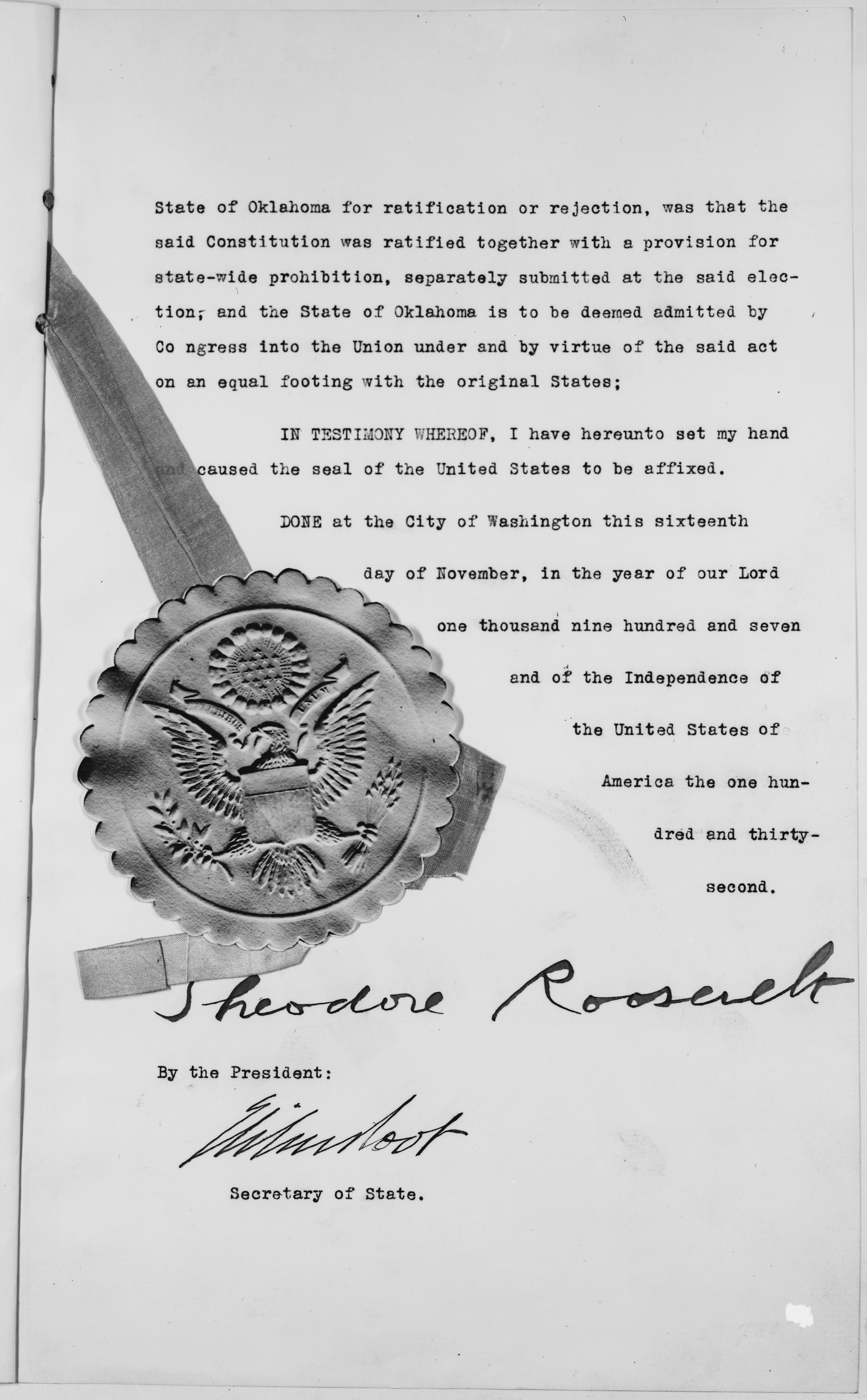
Declaració del nou estat d'Oklahoma, signada per Roosevelt.

L'Oklahoma Enabling Act ("Llei habilitadora d'Oklahoma") és una Llei de 1906 que, en la seva primera part, va conferir poder a les persones que residien al Territori Indi i al Territori d'Oklahoma per a elegir delegats a una convenció constitucional estatal i posteriorment ser admsos a la Unió com un únic estat. En la seva segona part també va permetre a les persones del Territori de Nou Mèxic i del Territori d'Arizona formar una constitució i un govern estatal i ser admesos a la Unió, que requeria un referèndum per determinar si ambdós territoris haurien de ser admesos com un sol estat.
La Llei Orgànica d'Oklahoma de 1890 ja preveia l'admissió dels Territoris d'Oklahoma i Indi com un únic estat; no obstant això, els residents del Territori Indi van promoure un projecte de llei per admetre el Territori Indi com l'Estat de Sequoyah, que va ser rebutjat al Congrés el 1905. El president Theodore Roosevelt va proposar un compromís que uniria al Territori Indi amb el Territori d'Oklahoma per formar un estat únic, que va donar lloc a l'Oklahoma Enabling Act (signat el 16 de juny de 1906) i posteriorment la proclamació d'Oklahoma (el 16 de novembre de 1907).